# Jig’al Bibi

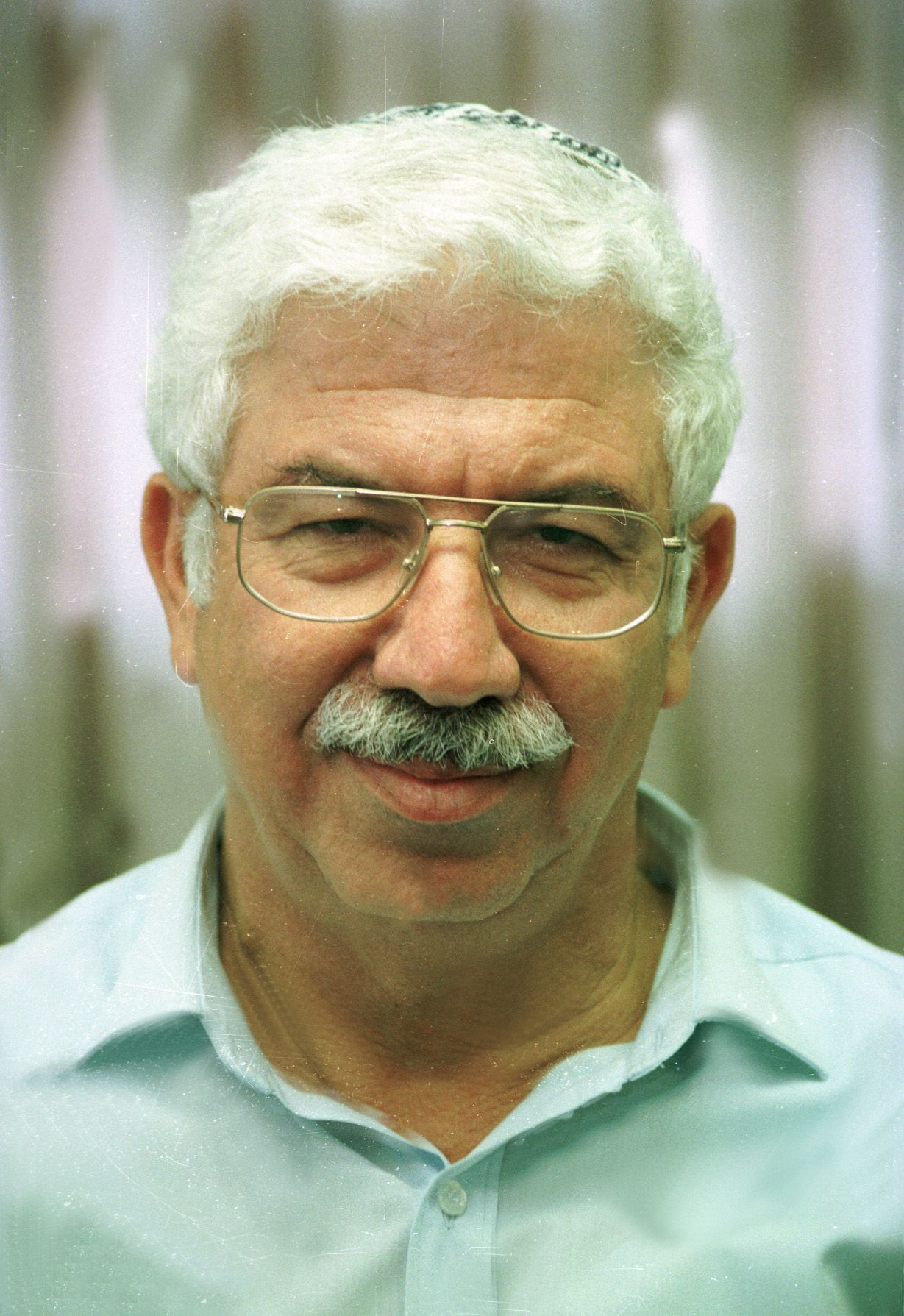
Jig’al Bibi (1996)

Jig’al Bibi (hebräisch יגאל ביבי, * 21. Januar 1942 in Tiberias) ist ein ehemaliger israelischer Politiker und Knesset-Abgeordneter der Nationalreligiösen Partei (Mafdal) von 1988 bis 2003.

## Leben
Er studierte am Bnei Akiva Talmudic College, anschließend erwarb er den BA Politikwissenschaften und Jüdischer Geschichte an der Bar-Ilan University. Danach arbeitete er als Lehrer.
In Tiberias wurde er Bürgermeister. 1988 wurde er erstmals Knessetabgeordneter, dabei wurde er stellvertretender Minister in the Prime Minister's Office (von August 1990 bis November 1990) und stellvertretender Umweltschutzminister (von November 1990 bis 1992).
1992 wurde er wiedergewählt. Nach seiner Wiederwahl im Jahre 1996 wurde er stellvertretender Minister in the PM's Office (Juli bis August 1996) und stellvertretender Minister religiöser Angelegenheiten (August 1996 bis Januar 1998, und von Februar 1998 bis 1999).
Bei den Wahlen 1999 wurde er auf der Wahlliste der NRP auf Platz vier gesetzt und gelangte erneut in die Knesset. Erneut wurde er stellvertretender Minister religiöser Angelegenheiten (August 1999 bis Juli 2000).

## Weblink
- Jig’al Bibi auf der Webseite der Knesset